# Khanqah
Une Ḵānqāh ou ḵānāqāh (du persan khaneh, « maison » ; en arabe : خانقاه) est d'abord un lieu destiné à abriter les spécialistes et savants religieux musulmans (‘ulamâ’), une sorte d'équivalent des couvents chrétiens. Ces établissements ont ensuite été réservés aux soufis.
Ce terme est exclusivement usité au Moyen-Orient. L'équivalent du khanqah au Maghreb est appelé zaouïa.

## Origine et dénomination

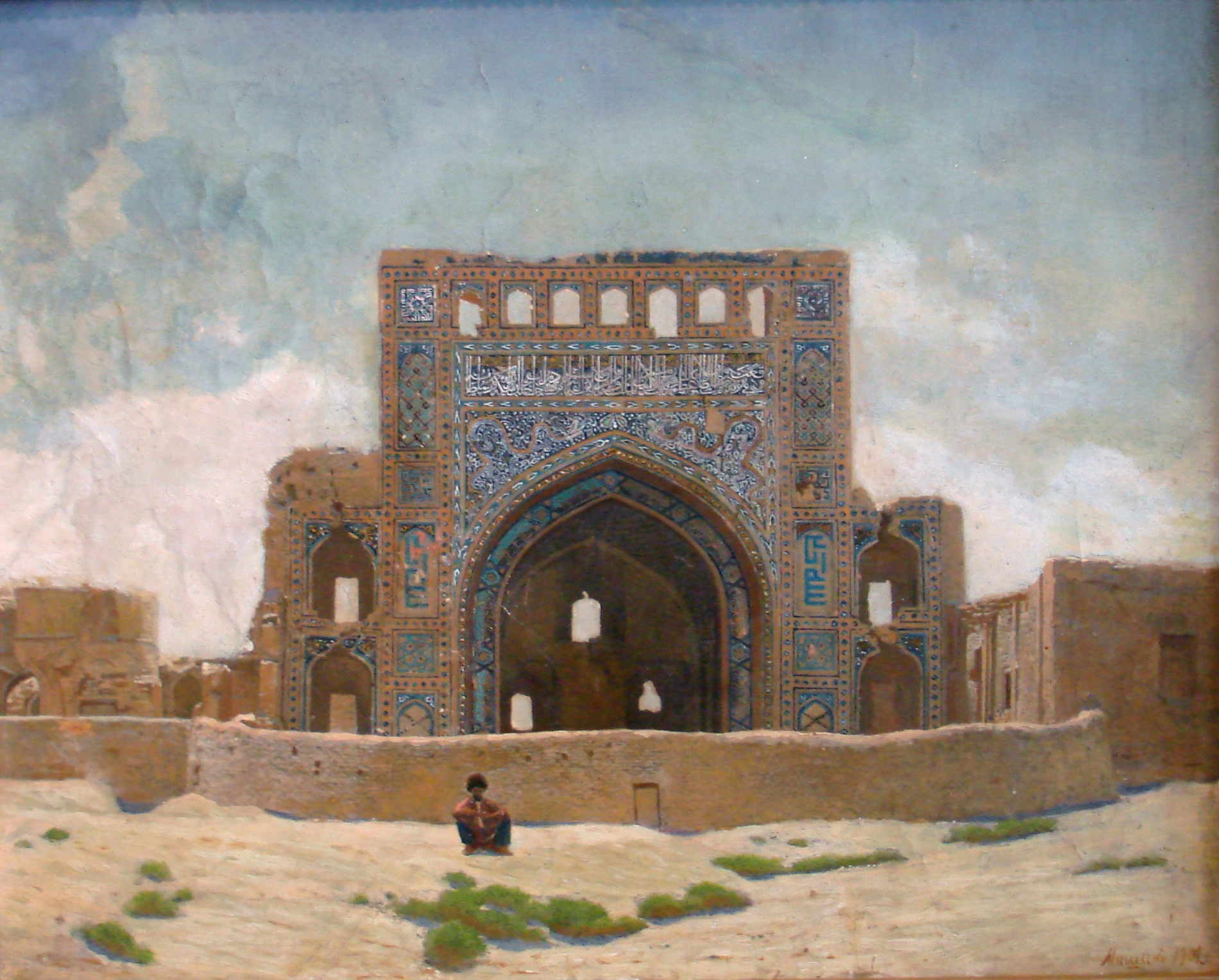
Peinture de la façade principale du complexe Jamâl ad-Dîn (1452-6, Anau, Turkménistan), qui comprend une mosquée, une madrasa, une khânqâh et une hôtellerie pour les pèlerins. (Tableau de Konstantin Michine, 1902. Musée des beaux-arts d'Achgabat.)

On sait qu'au Khorassan, il existe depuis au moins le xie siècle des « lieux de sociabilité mystique » qui regroupent des disciples autour d'un maître. Le groupe vit dans un ensemble de bâtiments appelés khânqâh. Ces ensembles apparaissent à la suite de la solidification progressive du soufisme dans des formes d'expression institutionnelles destinées à assurer la transmission d'une méthode pour accéder à la mystique.
On retrouve de tels ensembles ailleurs dans le monde musulman, mais leur dénomination varie selon les régions,,. Ainsi, dans les pays arabes, on parle de ribât, des bâtiments qui servaient de postes de défense fortifiés, avant qu'ils ne deviennent des lieux de rassemblement pour les soufis. Par la suite, le mot ribât tendit à être remplacé par zawiyya, c'est-à-dire le « coin » où l'on peut se retirer pour la pratique spirituelle. En Syrie et dans l’Égypte des Mamelouk, on distingue entre khânqâh qui est une fondation gouvernementale, et zawiyya qui renvoie à des fondations privées. En revanche, dans les zones persanes et turques, on emploie le plus souvent khânqâh pour l'un et l'autre type d'institution. En Inde, on retrouve le terme aux côtés de takya qui désigne toutefois un bâtiment de moindre taille. Ce dernier mot se retrouve d'ailleurs dans l'Empire ottoman sous la forme tekke.
Enfin, on peut mentionner les mazār, qui désignent souvent les tombeaux des fondateurs ou des lieux (maqâm) qui sont associés à son existence. Ces tombeaux sont souvent inclus dans les ensembles architecturaux mentionnés ci-dessus. Ces mazâr sont souvent d'importants lieux de rassemblement soufs. En Inde et dans l'Empire ottoman, ces tombes sont à l'origine de grands ensembles appelés dargâh (« palais »).

## Description
Une khanqah est le lieu de vie de mystiques musulmans (mais elle peut aussi être un lieu de retraite temporaire pour des personnages « civils »). Dickie parle ainsi de mosquée congrégationnelle (« monastic mosque »). Si on en rencontre dans les campagnes, elles abondent dans les villes musulmanes. Cette prolifération tient à la tendance des ordres à se scinder ce qui amène la fondation de nouveaux ensembles.

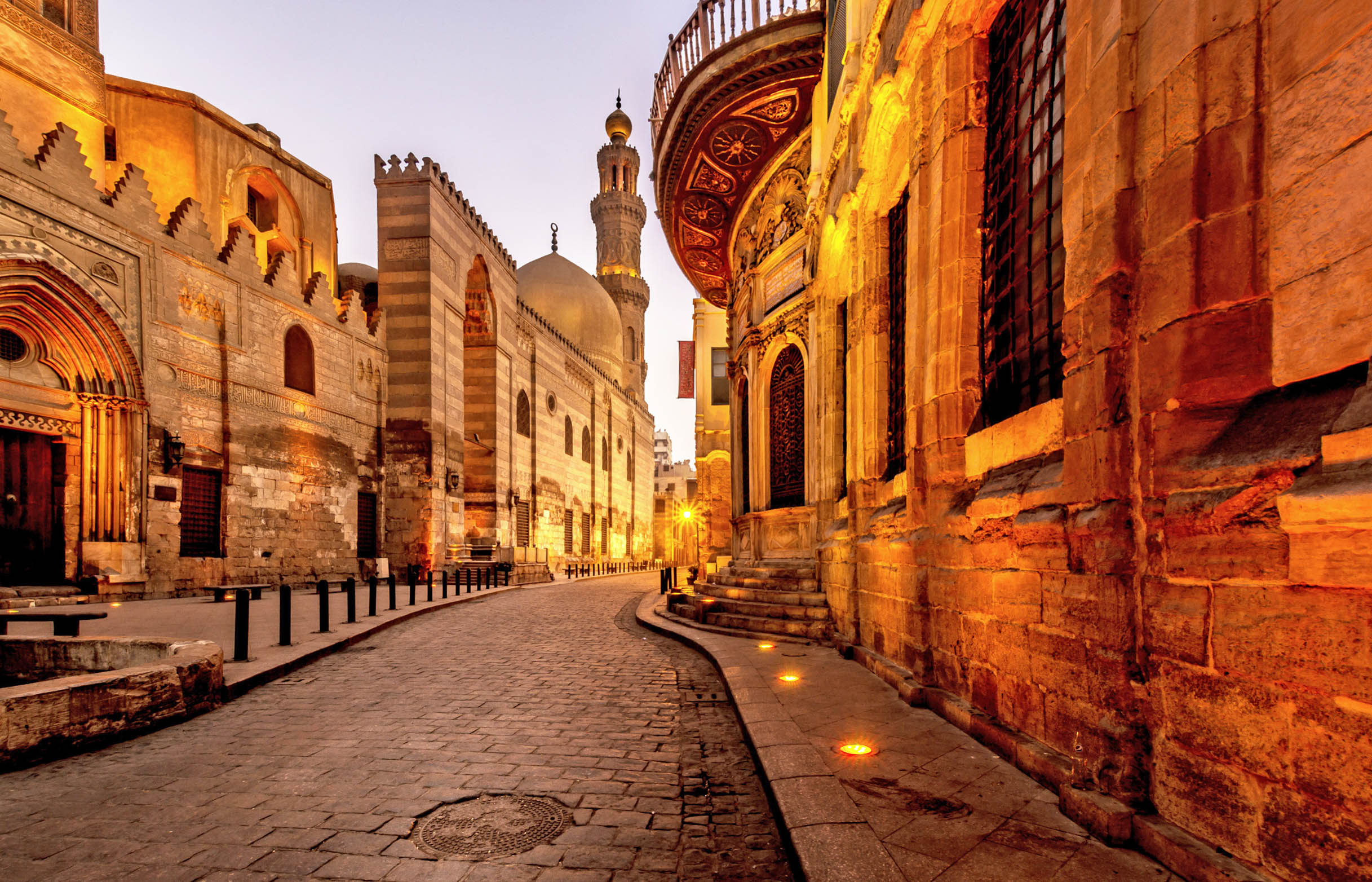
Le complexe Sultan al-Zahir Barqûq (à gauche), qui comprend une mosquée, une khânqâh et un mausolée.

Une khanqah comprend généralement une ou plusieurs mosquées et différentes dépendances : salle de cérémonie, cellules (y compris une cellule pour les punitions), cuisine, réfectoire, bibliothèque, une hôtellerie, une zone réservée au shaykh. Toutefois, l'organisation de ces bâtiments est beaucoup plus lâche que celle que l'on trouve dans les monastères chrétiens. Elle peut également abriter une école (madrasa) et, ainsi qu'on l'a dit, abrite souvent la tombe de son fondateur.

## Le cas du tekke
En Turquie, on parle de « tekke » ou « tekké » ou encore « tekkyie ». On rencontre fréquemment de tels bâtiments. Des tekke existent aussi dans les anciennes provinces moyen-orientales et balkaniques de l'Empire ottoman. Le tekke d'Hassan Baba, situé dans la vallée de Tempé en Thessalie, est un exemple de cet héritage ottoman en Grèce.
Ce type de bâtiment est en fait en général partie d'un complexe architectural qui comprend aussi une mosquée et le tombeau d'un saint. Le tekke peut alors servir de lieu de culte pour les derviches tourneurs, et comprendre des cellules où les derviches logent. Les tekke peuvent être considérés comme le pendant soufi de la madrassa, lieu d'enseignement d'un islam plus « orthodoxe ».
La Tekke de Soliman, à Damas, construite par l'architecte Sinan en 1560, est un parfait exemple de ce programme de bâtiments dans l'Empire ottoman, et l'une des plus belles réalisations architecturales de la Syrie.

## Exemples de khanqah
Parmi les nombreux khanqah, on peut citer :
- Khanqa al-Farafira à Alep.
- Complexe du Sultan Al-Ghuri au Caire.
- Complexe du Sultan Az-Zâhir Barquq au Caire.
- Khanqah et mausolée du Sultan Faraj ben Barquq au Caire.
- Mosquée et khanqah de Shaykhu au Caire.
- Mosquée et tekkyie-khanqa Al-Khalidiya à Erbil.
- Mosquée al-Khanqah al-Salahiyya à Jérusalem.
- Mosquée khandah al-Hammoudi à Souleymeniye.
- Mosquée khandah al-Hadj Moula Ali à Souleymeniye.
- Mausolée de Qaffol Shoshi à Tachkent.